# Songgom (Gekbrong)
Songgom is een bestuurslaag in het regentschap Cianjur van de provincie West-Java, Indonesië. Songgom telt 7271 inwoners (volkstelling 2010).